# كولمان فرانسيس
كولمان فرانسيس (بالإنجليزية: Coleman Francis)‏ مواليد 24 يناير 1919 في مقاطعة غرير، الولايات المتحدة - الوفاة 15 يناير 1973 في هوليوود، كاليفورنيا، هو ممثل وكاتب ومنتج ومخرج أمريكي. اشتهر بأفلامه الثلاثة وهي «وحش يوكا فلاتس» (1961)، وسكايدايفرز (1963)، وريد زون كوبا (1966)، وتم تصويرها جميعا في منطقة سانتا كلاريتا بكاليفورنيا. كانت أفلامه قليلة التكلفة وبسيطة الإنتاج وتعرض بشكل محدود.
اكتسب فرانسيس وأفلامه طائفة من المعجبين بعد عرضها في برنامج مسرح العلوم الغامضة 3000، وتم انتقادها لقيمتها الإنتاجية شبه المعدومة، والحبكات الضعيفة والمتكررة، وكذلك رداءة التصوير والتمثيل الباهت. وقد وصف بعض النقاد أفلامه بأنها الأسوء على الإطلاق، حتى أنه قد يتجاوز إد وود من حيث عدم الكفاءة.

## السيرة
ولد فرانسيس في مقاطعة جرير في أوكلاهوما عام 1919. وهو ابن ويليام فرانسيس وسيثا إستس. انتقل إلى تكساس خلال فترة الكساد الكبير.
توجه فرانسيس إلى هوليوود خلال الأربعينات ليبدأ مسيرته التمثيلية. ولعب أدوارًا صغيرة في العديد من الأفلام من أواخر الأربعينيات إلى أوائل السبعينيات، وأغلبها لم يسجل فيها اسمه بين الممثلين، وكان أول فيلم سجل اسمه فيه هو Stakeout on Dope Street عام 1958، حيث لعب دور المحقق. كان عمله الأخير في صناعة السينما في عام 1970 عندما لعب دور رجل سكير في فيلم «ما بعد وادي الدمى».
في عام 1959، أقام فرانسيس شراكة مع عامل لحام يدعى أنتوني كاردوزا، وأنتجا معا ثلاثة أفلام: وحش يوكا فلاتس (1961)، سكاي دايفرز (1963)، ريد زون كوبا (1966). كتب فرانسيس وأخرج هذه الأفلام، بينما قام كاردوزا بعمليات الإنتاج.
كان كولمان متزوجا من باربارا فرانسيس، وتطلقا قبل تصوير فيلم «وحش يوكا فلاتس». أنجب الزوجان ولدين هما ألان ورونالد. لعب أفراد عائلته أدوارا في أفلامه.
توفي فرانسيس في كاليفورنيا في 15 يناير 1973 عن عمر 53 عاما. تم تسجيل تصلب الشرايين باعتباره السبب الرسمي للوفاة، إلا أن كاردوزا ذكر أن جثة فرانسيس عثر عليها في خلف سيارة عائلية في منطقة فاين ستريت رانش ماركت، حيث وجدوا «كيسا بلاستيكيا على رأسه وأنبوب يتجه إلى فمه». تم دفن جثمان فرانسيس في مقبرة حديقة قرية ويستوود ميموريال في لوس أنجلوس.
اكتسبت أفلام فرانسيس الثلاثة حياة جديدة في منتصف التسعينات بعد أن ظهرت على برنامج مسرح العلوم الغامضة 3000 الذي يهتم بعرض الأفلام السيئة، اكتسبت هذه الأفلام طائفة من المعجبين.

## وصلات خارجية
كولمان فرانسيس على موقع IMDb (الإنجليزية)
- كولمان فرانسيس على موقع ألو سيني (الفرنسية)
- كولمان فرانسيس على موقع أول موفي (الإنجليزية)
- كولمان فرانسيس على موقع قاعدة بيانات الأفلام السويدية (السويدية)
- كولمان فرانسيس على موقع قاعدة بيانات الفيلم (الإنجليزية)
- كولمان فرانسيس على موقع كينوبويسك (الروسية)
- Interview with Anthony Cardoza
- كولمان فرانسيس على موقع فايند أغريف